# ویلکو کلدرمان
ویلکو کلدرمان (هلندی: Wilco Kelderman؛ زادهٔ ۲۵ مارس ۱۹۹۱) دوچرخه‌سوار اهل هلند است.
از باشگاه‌هایی که در آن رکاب زده‌است می‌توان به تیم لوتوان‌ال–یومبو، تیم دوچرخه‌سواری رابوبانک دولوپمنت، و تیم سانوب اشاره کرد.